# Талицкое сельское поселение (Ивановская область)
Та́лицкое се́льское поселе́ние — упразднённое муниципальное образование в Южском районе Ивановской области Российской Федерации.
Административный центр — село Талицы.

## Географические данные
- Общая площадь: ? км²
- Расположение: юго-восточная часть Южского района
- Граничит:
  - на севере — с Мугреевским и Мугреево-Никольским сельскими поселениями
  - на востоке — с Пестяковским районом Ивановской области
  - на юге — с Вязьниковским районом Владимирской области
  - на западе — с Мостовским сельским поселением

На территории поселения находится озеро Глубокое.

## История
Образовано 25 февраля 2005 года, в соответствии с Законом Ивановской области № 53-ОЗ «О городском и сельских поселениях в Южском муниципальном районе».
Законом Ивановской области от 11 апреля 2017 года № 24-ОЗ Талицкое и Мугреевское сельские поселения были преобразованы, путём их объединения, в Талицко-Мугреевское сельское поселение с административным центром в селе Талицы.

## Население
| 2002 | 2010  | 2011  | 2012  | 2013  | 2014  | 2015  | 2016  | 2017  |
| ---- | ----- | ----- | ----- | ----- | ----- | ----- | ----- | ----- |
| 6215 | ↘5712 | ↘5685 | ↘5644 | ↘5617 | ↘5594 | ↘5569 | ↘5506 | ↘5453 |

## Состав сельского поселения
| № | Населённый пункт | Тип населённого пункта       | Население |
| - | ---------------- | ---------------------------- | --------- |
| 1 | Большое          | деревня                      | 0         |
| 2 | Взвоз            | деревня                      | ↘36       |
| 3 | Талицы           | село, административный центр | ↘5677     |

## Местное самоуправление
Администрация сельского поселения находится по адресу: 155644, Ивановская область, Южский район, с. Талицы, ул. Ленина, д.12.
Глава администрации — В. И. Шашкин .